# Amblypodia karennia
Amblypodia karennia är en fjärilsart som beskrevs av Evans 1925. Amblypodia karennia ingår i släktet Amblypodia och familjen juvelvingar. Inga underarter finns listade i Catalogue of Life.